# Bảo tàng ở Mrągowo
Bảo tàng ở Mrągowo (tiếng Ba Lan: Muzeum w Mrągowie) là một bảo tàng nằm bên trong Tòa thị chính được xây dựng vào năm 1825, tọa lạc tại số 5 Phố Ratuszowa, Mrągowo, Ba Lan. Bảo tàng ở Mrągowo là một chi nhánh của Bảo tàng Warmia và Mazury ở Olsztyn.

## Lược sử hình thành
Bảo tàng ở Mrągowo được thành lập vào năm 1969 trên cơ sở Phòng Khu vực tồn tại từ năm 1966. Lúc đầu, trụ sở của Bảo tàng là tòa Tháp Canh Bosnia được xây dựng vào thế kỷ 18. Năm 1975, bộ sưu tập của Bảo tàng được chuyển đến Tòa thị chính. Cùng năm, Bảo tàng trở thành một chi nhánh của Bảo tàng Warmia và Mazury ở Olsztyn. Bảo tàng hoạt động ở trụ sở mới này cho đến ngày nay.

## Triển lãm
Bộ sưu tập của Bảo tàng ở Mrągowo hiện đang bao gồm các triển lãm thường trực sau:
- lịch sử: giới thiệu lịch sử của vùng Mrągowo từ thời kỳ đồ đá đến thế kỷ 20
- thiên nhiên: triển lãm hệ động vật của Warmia và Mazury
- tiểu sử: trưng bày các hiện vật và kỷ vật liên quan đến Ernst Wiechert (1887-1950)

## Giờ mở cửa
Bảo tàng ở Mrągowo hoạt động quanh năm, mở cửa tất cả các ngày trong tuần trừ thứ Hai (từ tháng 6 đến tháng 9) và mở cửa tất cả các ngày trong tuần trừ Chủ nhật trong các tháng còn lại. Khách tham quan phải trả phí vào cửa.